# Anusin (powiat łęczycki)
Anusin – kolonia w Polsce, położona w województwie łódzkim, w powiecie łęczyckim, w gminie Witonia.
| SIMC    | Nazwa   | Rodzaj        |
| ------- | ------- | ------------- |
| 0578609 | Józinki | część kolonii |

W latach 1975–1998 kolonia administracyjnie należała do województwa płockiego.
W 1908 roku 40 osób z Anusina przyłączyło się do nowo powstałego ruchu mariawickiego. Wykupili we wsi odrębny dom, w którym urządzili kaplicę oraz ochronkę prowadzoną przez zakonnice ze Zgromadzenia Sióstr Mariawitek. Kaplica została poświęcona w uroczystość Wniebowstąpienia Pańskiego 1908 roku. Miejscowi mariawici podlegali pod parafię Kościoła Starokatolickiego Mariawitów pw. Trójcy Przenajświętszej w Piątku. Społeczność mariawicka była obecna w Anusinie co najmniej do II wojny światowej.